# Megaceras brevis
Megaceras brevis är en skalbaggsart som beskrevs av Roger Paul Dechambre 1998. Megaceras brevis ingår i släktet Megaceras och familjen Dynastidae. Inga underarter finns listade i Catalogue of Life.